# 新宿文化センター
新宿文化センター（しんじゅくぶんかセンター）は、東京都新宿区新宿六丁目にある、新宿区立の複合文化施設である。正式名称は新宿区立新宿文化センター。大・小各ホールやリハーサル室・会議室・展示室・レストランなどがある。ホールでは区関係のイベントの他、オーケストラコンサート、バレエ、ミュージカルなどの公演も多く行われ、新宿区内外を問わず多くの利用者が訪れる施設である。

## 概要
区民からの地元にも文化施設を建設してほしいという要望から、新宿区成立25周年を記念して都電大久保車庫の跡地を利用して1979年に開館した。開場から28年が経ったため大規模な改修工事が行われ、2008年4月にリニューアルした。
2023年11月1日から2025年9月30日（予定）まで、特定天井等改修工事のため長期休館中。
新宿駅などからかなり離れているなどのこともあってホールの稼働率が低く、区議会等で度々指摘されていたが、新宿コマ劇場、東京厚生年金会館の相次ぐ閉館に伴い、区内唯一の大ホールとなった事で、一転して競争率の高いホールとなっている。アクセスに関しても東新宿駅の開業によりある程度は改善されている。大ホールは多目的ホールではあるが、パイプオルガンを備える。
- 地上4階　地下3階
- 敷地面積:4,995m2　延べ床面積:16,446m2
- 開館:1979年4月
- 収容人員:大ホール:1802席　小ホール:210席

## アクセス方法など
- 東新宿駅から徒歩5分。
- 新宿三丁目駅から徒歩8分。
- 新宿駅東口・西武新宿駅から各徒歩13分。
- 都営バス
  - 宿74系統・宿75系統・早77系統・池86系統「日清食品前」停留所
  - 白61系統「新宿一丁目北」停留所
- 駐車場はイベント主催者用に用意されている（一般利用者用はなし）。
- 当施設の利用は有料。また当施設で行われるイベントも有料で行われるものも多いので、要事前確認。

## 外部サイト
- 新宿文化センターホームページ